# Laatglaciaal
| Serie                                        | Etage       | Sub-etage          | Chronozone   | Tijd geleden (jaar BP) |
| -------------------------------------------- | ----------- | ------------------ | ------------ | ---------------------- |
| Holoceen                                     | Holoceen    | Holoceen           | Preboreaal   | 10.640 - 11.650        |
| Pleistoceen                                  | Weichselien |                    |              |                        |
| Pleistoceen                                  | Weichselien | Laatglaciaal       | Jonge Dryas  | 11.650 - 12.850        |
| Pleistoceen                                  | Weichselien | Laatglaciaal       | Allerød      | 12.850 - 13.900        |
| Pleistoceen                                  | Weichselien | Laatglaciaal       | Oude Dryas   | 13.900 - 14.000        |
| Pleistoceen                                  | Weichselien | Laatglaciaal       | Bølling      | 14.000 - 14.650        |
| Pleistoceen                                  | Weichselien | Laat Pleniglaciaal | Oudste Dryas | 14.650 - ~15.000       |
| Blauw: Koud - Roze: Warm (kolom Chronozones) |             |                    |              |                        |

Het Laatglaciaal is een in Noord-Europa gebruikelijke naam voor het laatste deel van het Weichsel-glaciaal of Weichselien (de zogenaamde "laatste ijstijd"). Het Laatglaciaal is de periode van 14.650 jaar geleden tot 11.650 jaar geleden. Het volgt op het Pleniglaciaal en wordt opgevolgd door het (warmere) Preboreaal.
Rond 18.000 jaar geleden was er een periode van maximale kou in het Pleniglaciaal. Daarna vond voorzichtig opwarming plaats. Rond 14.650 jaar geleden, als het Laatglaciaal begint, is sprake van een interstadiaal, een warmere periode tijdens het glaciaal. Tijdens het Laatglaciaal wisselden warmere en koudere (stadialen) periodes elkaar af.
Er zijn drie zulke koudere periodes geweest tijdens het Laatglaciaal, dit worden de Dryastijden genoemd. Vooral de laatste van de drie, het Jonge Dryas, was een periode van extreme afkoeling. Aan het einde van het Jonge Dryas volgde echter een snelle opwarming, waarna het klimaat nooit meer zo koud is geweest.